# PDD-NOS
PDD-NOS, voluit pervasive developmental disorder - not otherwise specified (PDD-NOS) genoemd Nederlands: Pervasieve ontwikkelingsstoornis, niet anderszins omschreven, afgekort POS-NAO, maar ook in het Nederlandse taalgebied werd overwegend de Engelse afkorting gebruikt. Het was in classificatiesystemen een restgroep voor ontwikkelingsstoornissen die voldeden aan criteria voor pervasieve ontwikkelingsstoornissen, maar niet voldoende kenmerken hadden van een specifieke pervasieve ontwikkelingsstoornis. Doordat het een 'restgroep' was, waren de onderlinge verschillen tussen mensen met PDD-NOS groot en konden verschillende kenmerken op de voorgrond staan. 
PDD-NOS was geclassificeerd en vastgelegd in de herziene vierde editie van het handboek Diagnostic and Statistical Manual of Mental Disorders (DSM-IV-TR). Met de invoering van de DSM-5 in mei 2013 kwam PDD-NOS te vervallen; alle pervasieve ontwikkelingsstoornissen (klassiek autisme, het syndroom van Asperger, atypisch autisme, het syndroom van Rett en desintegratiestoornis van de kinderleeftijd en PDD-NOS) werden samengevoegd tot één categorie: autismespectrumstoornis. In Nederland wordt ook de meervoudig complexe ontwikkelingsstoornis (McDD) hierbij gerekend, ze staat niet apart beschreven in de DSM.
PDD-NOS is ook vervallen in de elfde versie van de International Statistical Classification of Diseases and Related Health Problems (ICD), het internationale handboek van de Wereldgezondheidsorganisatie, formeel van kracht sinds 1 januari 2022; alle pervasieve ontwikkelingsstoornissen (behalve het syndroom van Rett) zijn samengevoegd tot autismespectrumstoornis (ICD11: 6A02).
Omdat de ontwikkelingsstoornissen binnen de categorie PDD-NOS veel van elkaar verschillen en de symptomen van de afzonderlijke aandoeningen in vorm en intensiteit uiteenlopen, zijn er geen aanvullende criteria bepaald om deze stoornissen specifieker te definiëren (wat ook blijkt uit de toevoeging 'niet anders omschreven'). Om te bepalen of de stoornis binnen de categorie PDD-NOS valt, hanteert de DSM-IV de volgende criteria: er is een duidelijke achterstand of beperking in de sociale interactie; daarbij bestaan er tekortkomingen in de (non-)verbale communicatievaardigheden of is er sprake van stereotypisch gedrag en interesse. In de differentiaaldiagnose moet worden uitgesloten dat er sprake is van een andere pervasieve ontwikkelingsstoornis. Ook moet, met name bij volwassenen, worden uitgesloten dat de symptomen het gevolg zijn van schizofrenie, schizotypische persoonlijkheidsstoornis of ontwijkende persoonlijkheidsstoornis.

## Kenmerken
Veel mensen met PDD-NOS ondervinden problemen op het gebied van de sociale vaardigheden. Zoals bij velen met een stoornis in het autistisch spectrum het geval is, krijgen mensen met PDD-NOS informatie anders binnen en hebben ze vaak meer tijd nodig om die informatie te verwerken. Het herkennen van emoties aan de gezichtsuitdrukking is een belangrijk hulpmiddel bij de interactie tussen mensen, dat nauw samenhangt met het kunnen spiegelen van houdingen, lichaamstaal en gebaren (het imiteren van de lichaamstaal van de gesprekspartner: een doorgaans onbewuste handeling, bedoeld om de ander op zijn of haar gemak te stellen, ter bevordering van de communicatie). Om in een gesprek te kunnen spiegelen is een vloeiende motoriek nodig en een goed ontwikkeld evenwichtssysteem. Bij ontbreken daarvan "spreekt iemand een andere lichaamstaal" en snapt hij of zij de lichaamstaal van de ander niet. De "spreker" van de andere lichaamstaal wordt ook veel minder "verstaan". Daardoor kunnen gemakkelijk problemen in de omgang ontstaan. Het gevolg is dat er soms onbegrip en afstand ontstaat tussen iemand met een dergelijke ontwikkelingsstoornis en anderen. Jongeren hebben dan bijvoorbeeld weinig contact met leeftijdsgenoten en gaan meer om met volwassenen.
Personen met PDD-NOS zijn dikwijls sterk op zichzelf gericht. Ook hebben ze vaak een preoccupatie of obsessie in specifieke interessegebieden. Orde aanbrengen lukt in het dagelijks leven niet altijd even goed. Hieruit ontstaat de behoefte aan structuur. Een vaste dagplanning helpt voorkomen dat men voor moeilijk te verwerken verrassingen komt te staan, want juist planningsproblemen leveren vaak stress en gevoelens van onveiligheid op.

## Oorzaken en gevolgen
De oorzaak van PDD-NOS is niet duidelijk. Men vermoedt dat een stoornis in de ontwikkeling van de hersenen gevolgen heeft voor het verwerken van informatie. De problemen met informatieverwerking kunnen ingrijpend zijn. Met veel eigen inzet en begeleiding kan iemand aan verbetering werken door onder andere oefeningen met betrekking tot evenwicht, motoriek, MRT, auditieve verwerking, enzovoort. Veel sociale vaardigheden en handelingen zijn in principe aan te leren. Dezelfde adviezen over oefenen gelden overigens ook bij het syndroom van Asperger en hoogfunctionerend autisme.
PDD-NOS kan zowel bij personen met een laag, als bij mensen met een hoog gemeten IQ voorkomen. Bij allen is er een onbalans in de verhouding tussen de verbale intelligentie en de performale intelligentie. De mate waarin men zich sociale vaardigheden kan eigen maken, bepaalt voor een deel hoe iemand met PDD-NOS zich zal ontplooien.

## Raakvlakken met ADHD en ADD
Hyperactiviteit en slechte concentratie wordt bij veel mensen met PDD-NOS waargenomen. In die zin lijkt er een relatief grote overlap met de stoornissen ADHD en ADD te zijn. Belangrijk verschil is dat de concentratieproblemen en het hyperactieve gedrag bij PDD-NOS een andere onderliggende oorzaak hebben dan bij ADHD of ADD. Aan de hand van testen en ander onderzoek kan de juiste diagnose worden gesteld.

## Ondersteuning
Er zijn diverse instanties waar mensen met PDD-NOS terechtkunnen voor begeleiding en/of lotgenotencontact. Naast officiële instanties zoals de Riaggs van de geestelijke gezondheidszorg (ggz) zijn er verenigingen, zoals PAS (Personen uit het Autisme Spectrum) die zich richt op normaal begaafde volwassenen met een stoornis in het autismespectrum en de NVA (Nederlandse Vereniging voor Autisme) die zich vooral richt op ouders met autistische kinderen (of een vergelijkbare situatie, waarin het eveneens gaat om de opvoeding van een kind, bijvoorbeeld een woongroep).

## Opmerking
Een op PDD-NOS lijkende afkorting is PD-NOS (persoonlijkheidsstoornis niet anderszins omschreven). PDD-NOS en PD-NOS zijn echter twee verschillende, niet-gerelateerde begrippen.